# Эддисон, Эрик Рюкер
Эрик Рюкер Эдисон (24 ноября 1882, Адель, Лидс, Западный Йоркшир — 18 августа 1945) — британский писатель, публицист и государственный служащий, более известный как Э. Р. Эдисон. Считается одним из основателей литературного жанра фэнтези. Согласно энциклопедии «Британника», его фэнтезийный роман «Змей Уроборос» (1922) своим стилем и антуражем оказал большое влияние на разработку Толкином мира Средиземья.
О жизни Эдисона осталось не очень много сведений. Известно, что он получил начальное образование под руководством домашних учителей, затем учился в Итоне и Тринити-колледже Оксфорда. В 1906 году стал работником Министерства торговли, с 1930 по 1937 год занимал должность контролёр-генерала в Департаменте внешней торговли, в 1938 году вышел на пенсию, после чего весь его досуг был занят написанием фантастических произведений. Состоял членом так называемого Общества викингов, занимавшегося исследованиями древней Скандинавии. Был женат, имел дочь.
Главным произведением Эдисона был фэнтезийный роман «Змей Уроборос» (1922), действие которого происходит в фэнтезийном мире на вымышленной планете Меркурий, населённой различными расами и отличающейся разнообразием культур, где сосуществуют наука и разнообразные виды магии и колдовства. На русский язык переведён В. А. Маториной.
Другая известная работа его авторства — так называемая «Зимьямвийская трилогия», три романа, действие которых происходит в вымышленном мире под названием Зимьямвия: «Mistress of Mistresses» (1935), «A Fish Dinner in Memison» (1941) и «The Mezentian Gate» (1958; опубликовано посмертно). Эдисон также считался знатоком древнескандинавской мифологии, по мотивам которой написан его роман «Styrbiorn the Strong» (1926); в 1930 году он перевёл с древнеисландского языка сагу Прядь о Стирбьёрне — шведском претенденте и некоторые другие.

## Источник
- Статья в Encyclopedia Britannica.